# (837) Schwarzschilda
(837) Schwarzschilda est un astéroïde de la ceinture principale.
Il est nommé d'après l'astrophysicien Karl Schwarzschild, décédé peu avant sa découverte (son fils Martin Schwarzschild, également astrophysicien, a aussi eu un astéroïde nommé d'après lui : (4463) Marschwarzschild).